# Hipódromo de Solvalla
O Hipódromo de Solvalla é uma praça de corrida de cavalos de Estocolmo, na Suécia. Está localizado no bairro de Bromma, a 8 quilômetros do centro da cidade de Estocolmo. Foi inaugurado em 1927 e é o principal hipódromo do país. É o local da prestigiada Elitloppet, que tem lugar anualmente no mês de maio, assim como do Svenskt Travkriterium.